# Tiszavalk, Borsod-Abaúj-Zemplén
Tiszavalk este un sat în districtul Mezőkövesd, județul Borsod-Abaúj-Zemplén, Ungaria, având o populație de 314 locuitori (2011). 

## Demografie
Componența etnică a satului Tiszavalk
     Maghiari (100%)
Componența confesională a satului Tiszavalk
     Reformați (68,47%)
     Fără religie (3,82%)
     Necunoscută (27,71%)
Conform recensământului din 2011, satul Tiszavalk avea 314 locuitori. Din punct de vedere etnic, majoritatea locuitorilor (100,0%) erau maghiari.  Din punct de vedere confesional, majoritatea locuitorilor (68,47%) erau reformați, cu o minoritate de persoane fără religie (3,82%). Pentru 27,71% din locuitori nu este cunoscută apartenența confesională.